# Folsomia macrochaeta
Folsomia macrochaeta är en urinsektsart som beskrevs av Aggrell 1939. Folsomia macrochaeta ingår i släktet Folsomia och familjen Isotomidae. Inga underarter finns listade i Catalogue of Life.